# Nafas
Nafas é um filme de drama iraniano de 2017 dirigido e escrito por Narges Abyar. Foi selecionado como representante de seu país ao Oscar de melhor filme estrangeiro em 2018.

## Elenco
- Gelare Abasi
- Mehran Ahmadi
- Jamshid Hashempur
- Shabnam Moghadami
- Sareh Nour Mousavi
- Pantea Panahiha